# Tommy Smith (saxofonist)
Tommy Smith (Lutton (Bedfordshire), 27 april 1967) is een Schotse jazzsaxofonist, componist, orkestleider en onderwijzer.

## Carrière
Smith groeide op in de buurt van Wester Hailes bij Edinburgh en begon op 12-jarige leeftijd op de tenorsaxofoon te spelen. Op 15-jarige leeftijd had hij zijn eerste televisie-optreden aan de zijde van Gordon Beck en Niels-Henning Ørsted Pedersen. Op 16-jarige leeftijd kreeg hij een beurs voor een studie aan het Berklee College of Music in Boston, terwijl eerste opnamen zijn ontstaan onder zijn eigen naam (Forward Motion – The Berkeley Tapes, 1984) met onder andere Terje Gewelt. Hier speelde hij in de band van Gary Burton, aan wiens ECM-album Whizz Kids hij in 1986 meewerkte. In 1985/1986 ging hij met mede-studenten op zijn eerste tournee door het Verenigd Koninkrijk en Europa. Na zijn terugkeer naar Schotland werkte hij sinds eind jaren 1980 in het daar aanwezige jazzcircuit met eigen formaties met onder andere Jason Rebello en Idris Muhammad. Bovendien werkte hij als muzikale directeur van het Scottish National Jazz Orchestra en diens Youth Jazz Orchestra.
Bovendien nam hij onder zijn eigen naam meer dan 20 albums op voor onder andere Hep Records, Blue Note Records, Linn Records en zijn eigen Spartacus Records. Hij werkte bij verscheidene formaties en bigbands en speelde onder andere voor Joe Lovano, David Liebman, Benny Golson, Joe Locke, Gary Burton, Chick Corea, Tommy Flanagan, John Scofield, John Patitucci, Miroslav Vitouš, Arild Andersen, Trilok Gurtu, Jack DeJohnette, Jon Christensen, John Taylor, Joanne Brackeen en Kenny Wheeler.
Als componist was hij werkzaam voor meerdere klassieke orkesten en ensembles, waaronder het Orchestra of St. John's Square, het Scottish Ensemble, het Edinburgh Youth Orchestra, het BBC Symphony Orchestra en het Scottish Chamber Orchestra. Hij werkte bovendien met de pianist Murray McLachlan, de popband Hue & Cry en traditionele Schotse muzikanten als Karen Matheson, Donald Shaw en de Iraakse oedspeler Naseer Shamma. Smiths eigen composities waren Beauty and the Beast voor David Liebman en Torah voor Joe Lovano.

## Verdere activiteiten
Smith promoveerde in 1999 aan de Heriot-Watt University in Edinburgh. Zijn bezigheid als onderwijzer begon reeds, toen hij in 1986 werkte met Gary Burton en de groep workshops met masterclasses leidde. Vanaf 1990 onderwees hij aan de Broughton High School in Edinburgh, in 1993 onderwees hij improvisatie aan de Edinburgh Napier University. In 1995 vervaardigde hij een curriculum voor het National Jazz Institute in Glasgow, dat hij vanaf 1998 leidde.

## Onderscheidingen
In 2000 werd Smith eredoctor van de Royal Incorporation of Architects in Schottland. In 2002 ontving hij de British Jazz Award als beste tenorsaxofonist. Een tweede eredoctor-titel van de Glasgow Caledonian University kreeg hij in 2008 voor zijn verdiensten voor de muziek in Schotland. In 2012 kreeg hij zowel voor zijn werk als jazzpedagoog als ook voor zijn album Karma een Scottish Jazz Award.

## Discografie
- 1991: Standards (Blue Note Records) met Niels Lan Doky, Mick Hutton
- 1992: Paris (Blue Note Records) met Guy Barker, Julian Argüelles
- 1994: Misty Morning and No Time (Linn Records) met Julian Argüelles, Terje Gewelt
- 1996: Beasts of Scotland (Linn Records) met Guy Barker, Alec Dankworth
- 1996: Azure (Linn Records) met Kenny Wheeler, Lars Danielsson, Jon Christensen
- 1997: The Sound of Love (Linn Records) met Kenny Barron
- 1999: Blue Smith (Linn Records) met John Scofield, James Genus
- 2002, 2004: Bezique; Symbiosis (Spartacus Records) duo's met Brian Kellock
- 2005: Forbitten Fruit (Spartacus Records) met Steve Hamilton
- 2017: Embodying the Light

- Bibliothèque nationale de France: cb13934023c (data)
- Gemeinsame Normdatei: 134740424
- International Standard Name Identifier: 0000 0003 5463 8811
- Library of Congress Control Number: no98114626
- MusicBrainz: c511b970-7016-4bd4-b54a-1cd1cb06bb34
- Nationale Bibliotheek van Tsjechië: xx0033575
- Nationale Bibliotheek van Israël: 987010984319005171
- Nederlandse Thesaurus van Auteursnamen: 106502808
- Système universitaire de documentation: 157333248
- Virtual International Authority File: 46949705
- WorldCat: E39PBJrmdwwttbmxXBtQFDX68C